# Wallajahbad
Wallajahbad är en ort i Indien.   Den ligger i distriktet Kancheepuram och delstaten Tamil Nadu, i den södra delen av landet, 1 800 km söder om huvudstaden New Delhi. Wallajahbad ligger 60 meter över havet och antalet invånare är 10 543.
Terrängen runt Wallajahbad är mycket platt. Runt Wallajahbad är det tätbefolkat, med 397 invånare per kvadratkilometer. Närmaste större samhälle är Kanchipuram, 13,9 km väster om Wallajahbad. Omgivningarna runt Wallajahbad är en mosaik av jordbruksmark och naturlig växtlighet.